# Glitch Productions
Glitch Productions Pty. Ltd. (também conhecida como Glitch e anteriormente como Glitchy Boy ou Glitchy Boy Productions) é uma empresa de animação australiana com sede em Sydney, New South Wales. A empresa foi criada em 2017 pelo produtor Kevin Lerdwichagul e pelo animador Luke Lerdwichagul, conhecido por ser criador da websérie de comédia de esquetes e machinima SMG4. 
A Glitch é conhecida por produzir e financiar de forma independente séries animadas para a web, como Meta Runner, Sunset Paradise, Murder Drones e The Amazing Digital Circus. A empresa foi destaque na lista 30 Under 30 da Forbes para mídia, marketing e publicidade em 2023.